# Viničná cesta

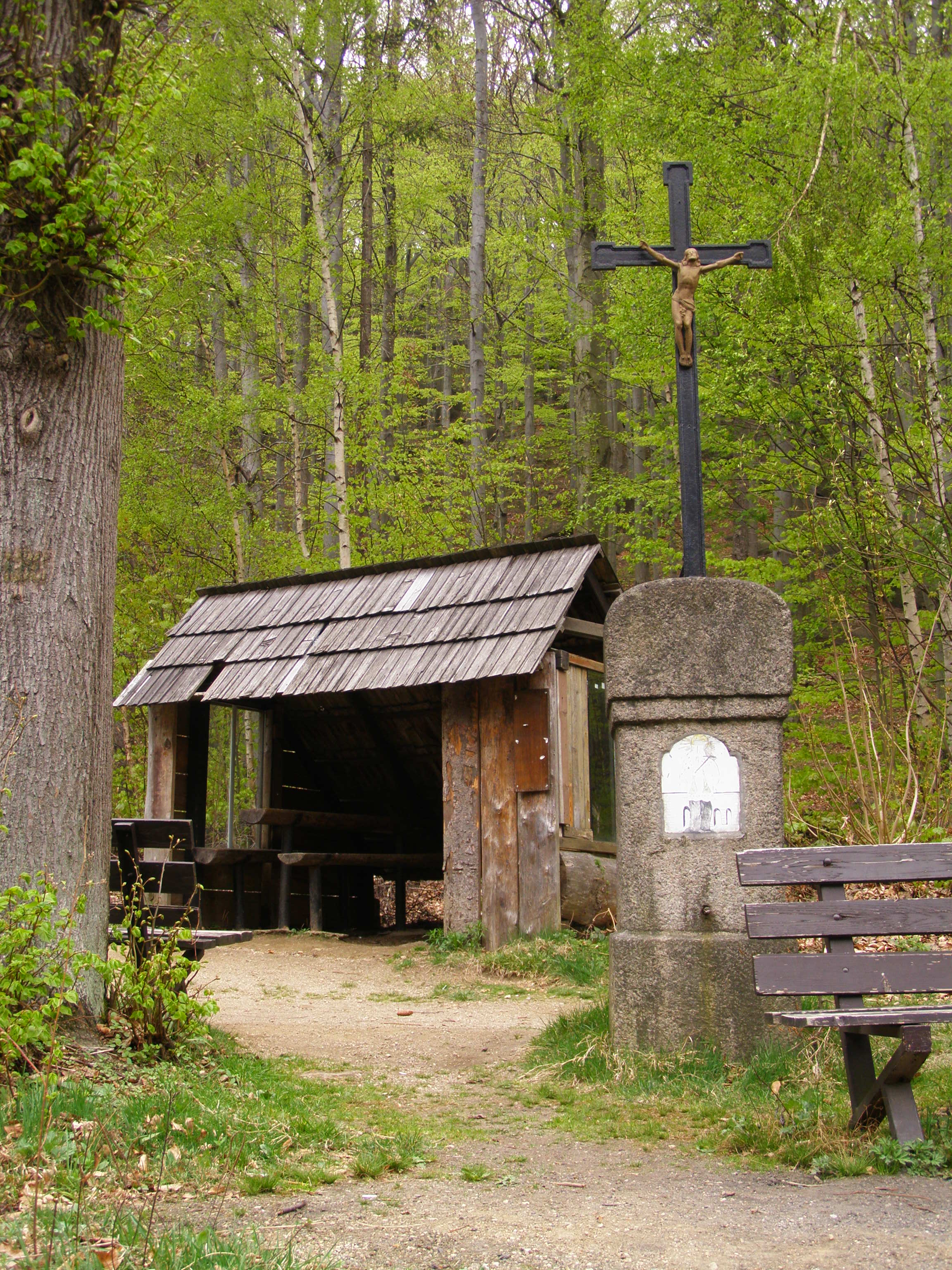
Východisko trasy na Oldřichovském sedle

Viničná cesta (německy Weinkellerstrasse) je naučná stezka vinoucí se po severních svazích Jizerských hor v Libereckém kraji na severu České republiky. Trasa spojuje Oldřichovské sedlo s Ferdinandovem. Budování trasy započalo již před první světovou válkou v roce 1914, a to pro účely lesního hospodářství. Tehdy byla postaven úsek ze sedla (od dnešního motorestu Hausmanka) do Srázů. Zbylá část trasy vznikla až o dvacet let později (roku 1934) při budování soustavy lehkého opevnění před druhou světovou válkou. Stezka v části své délky tvoří severní hranici národní přírodní rezervace Jizerskohorské bučiny (vznikla v roce 1999).
Svůj název trasa dostala od úžlabiny, která se německy nazývala Weinkellerstrasse, protože se v ní po celý rok – podobně jako ve vinařském sklípku – držela relativně konstantní teplota vzduchu.
Podél trasy se nachází několik pomníčků připomínajících události, ke kterým zde došlo (například Efferbergův kříž, Patzeltův kříž, Hausmannova smrt, Svobodova smrt a podobně). Celou cestu dále lemuje šest informačních tabulí. A v jejím okolí se navíc nachází ještě několik skal vyhledávaných příznivci horolezectví.